# Salantai
Salantai è una città della Lituania, situata nella contea di Klaipėda.